# Ledebouria luteola
Ledebouria luteola là một loài thực vật có hoa trong họ Măng tây. Loài này được Jessop mô tả khoa học đầu tiên năm 1970.